# Raftsund
Der Raftsund ist die Wasserstraße zwischen Lofoten und Vesterålen. Entlang des Sundes liegen mehrere Häuser und ehemalige Handelsplätze, die zumeist nach dem Ausbau des Straßennetzes ihre einstmals zentrale Lage und Funktion verloren haben. Die Natur entlang des Raftsundes ist dennoch ein großes Erlebnis. Besonders eindrucksvoll ist der Trollfjord.
Der Raftsund wird im Norden von der Raftsundet bru überspannt, die ein Teil der Festlandsverbindung der Lofoten ist. Die Brücke wurde am  6. November 1998 eröffnet.
Die Schiffe der Hurtigruten verkehren auf ihrem Weg zwischen Svolvær und Stokmarknes durch den Raftsund. Bei schönem Wetter machen sie dabei in den Sommermonaten einen Abstecher in den Trollfjord.
In der Nacht zum 22. September 1954 lief das nordwärts fahrende Hurtigrutenschiff D/S Nordstjernen bei Hanøy im nördlichen Raftsund auf Grund und sank innerhalb von 20 Minuten, wobei fünf Menschen ihr Leben verloren.